# أولريتش فرانك
أولريش فرانك (بالإنجليزية: Ulrich Frank)‏ (مواليد 1958) وهو عالم الكمبيوتر الألماني وأستاذ علم المعلومات في جامعة دويسبورغ-إيسن، المعروف بأعماله في أحدث ما توصلت إليه الأبحاث في مجال أنظمة المعلومات وتطوير المؤسسة متعددة المنظورات النمذجة التعريفية (MEMO).

## حياته وعمله
بعد دراسة إدارة الأعمال في جامعة كولونيا، حصل فرانك عام 1988 على شهادة الدكتوراه من جامعة مانهايم مع رسالة بعنوان «النظم الخبيرة - إمكانات جديدة في قطاع المكاتب الإدارية».
حصل فرانك ل«شهادة التأهل للأستاذية» في عام 1993 في جامعة ماربورغ، وعين أستاذًا لعلوم الكمبيوتر في جامعة كوبلنز-لانداو في عام 1994. وفي عام 2004 انتقل فرانك إلى جامعة دويسبورغ-إيسن، حيث تم تعيينه أستاذًا لعلوم الكمبيوتر ونمذجة المشاريع التجارية.
كان عمل فرانكس يركز على نمذجة المشاريع متعددة المنظور. قام بتطوير وبحث أسلوب نمذجة المشاريع متعددة المنظور (MEMO)، الذي يروج لنهج علمي لنمذجة المشاريع ويضيف قيمة في خطاب النمذجة التكاملية، عبر المجالات الوظيفية لوظائف العمل.

## وصلات خارجية
- Ulrich Frank homepage at the University of Duisburg-Essen
- Multi-Perspective Enterprise Modelling Homepage at the University of Duisburg-Essen
- Ulrich Frank im Gespräch über Sprache, Abstraktion und konzeptuelle Modelle[وصلة مكسورة] in: Perspektiven | Wirtschaftsinformatik-Podcast, Folge 2, 18.05.2016. (in German)